# Bacurau-tesourão
Noitibó-tesourão ou bacurau-tesourão (Macropsalis forcipata) é uma espécie florestal de bacurau que habita a região do Sudeste e Sul do Brasil, bem como a região de Misiones, na Argentina. Tais aves chegam a medir até 76 cm de comprimento, possuindo coloração escura, com as partes inferiores claras, estriadas de marrom. Também é conhecido pelos nomes de bacurau-tesoura, bacurau-tesoura-gigante, curiango-tesoura, curiango-tesourão, curiango-de-cauda-longa e rabo-de-palha.